# 大阪交響楽団
公益社団法人大阪交響楽団（おおさかこうきょうがくだん、英: Osaka Symphony Orchestra）は、大阪府堺市堺区に本拠地を置くプロオーケストラ。日本オーケストラ連盟正会員。設立時の楽団名は大阪シンフォニカー。その後、大阪シンフォニカー交響楽団を経て、現在の名称へと変遷している。

## オーケストラプロフィール
- 1980年、敷島博子の提唱により創立される[2]。『聴くものも、演奏するものも満足できる音楽を!』は、設立から現在まで受け継がれるモットーである。敷島はクラシック音楽を愛する、ごく一般の主婦であったが、音楽大学を卒業した才能ある若者が演奏活動の場が少ないことを憂い、京都市立芸術大学教授岩淵龍太郎などにプロオーケストラの設立を相談した。1980年8月、オーディションを行い、50名のメンバーを選考。初代常任指揮者には小泉ひろしが就任。同年12月、会津若松市で記念すべき初演奏（第九）が行われた。
- 1981年3月には、第1回定期演奏会を森ノ宮ピロティホールで開催。
- 1989年まで、年2回の定期演奏会を開催。その間、1988年には楽団の運営・支援を目的とした大阪シンフォニカー協会が設立され、専務理事として敷島博子が就任。
- 1989年、トーマス・ザンデルリングを客演指揮者に迎え、第20回記念定期演奏会が開催された。ザンデルリングの徹底した指導は、大阪シンフォニカーにそれまで欠けていた音楽家としてのプロフェッショナルな意識を目覚めさせた。
- 1990年11月、大阪府知事より表彰を受ける。同年12月には、楽団代表敷島博子の活動を紹介した「細腕シンフォニー」が朝日放送により制作、放映される。
- 1990年から1993年までは年間3回の定期演奏会が開催された。
- 1991年3月、牧村邦彦が指揮者に就任。同年10月、大阪シンフォニカー協会理事長に三洋電機株式会社社長井植敏（当時）が就任。同年11月、第26回定期演奏会に対して、大阪文化祭本賞が授与された。
- 1992年1月、トーマス・ザンデルリングが音楽監督・常任指揮者に就任。ザンデルリングは2000年まで同職にあり、大阪シンフォニカーの発展に大きな功績を残した。
- 1994年8月、本名徹次が常任指揮者に就任。同年9月、楽団代表敷島博子が第29回大阪市民表彰文化功労賞を受賞。
- 1997年4月、社団法人日本オーケストラ連盟への加盟が認められ、社会的にもプロオーケストラとしての確固たる地位を築く。
- 2000年5月、大阪シンフォニカー協会事務局を堺市に移転。
- 2001年、楽団名を「大阪シンフォニカー交響楽団」と改称。同年、曽我大介が音楽監督、常任指揮者に就任。同年7月、敷島鐵雄が楽団長に就任。
- 2002年12月、文化庁平成14年度国際芸術交流支援事業（海外公演）助成を受け、初のヨーロッパ公演（ルーマニア）を行う。
- 2003年3月、同助成を受け、ベトナム・ハノイ市にて日越外交樹立30周年記念公演を行う。
- 2004年1月、寺岡清高が正指揮者に就任。同年9月には、大山平一郎がミュージックアドバイザー・首席指揮者に、さらにヴラディミール・ヴァーレクが首席客演指揮者に就任。
- 2006年4月、大阪シンフォニカー協会理事長に、大和ハウス工業株式会社代表取締役会長兼CEO樋口武男が就任。
- 2006年現在、定期演奏会年8回、いずみホール定期演奏会年4回、名曲コンサート年5回（10公演）、特別演奏会、淡路島定期演奏会などの主催公演と、その他の出演公演を含めての公演数は年間100回を超えている。
- 2008年より、定期演奏会を年10回とすることが決定。同年4月より、ドイツの歌劇場で長年活躍してきた実力派指揮者の児玉宏を音楽監督・首席指揮者に迎えた。
- 2009年12月 平成21年度（第64回）文化庁芸術祭 大賞（第139回定期演奏会）
- 2010年4月1日、創立30周年を迎えるのを機に楽団名称を「大阪交響楽団」（英語表記「Osaka Symphony Orchestra」）に改称。なお、この「大阪交響楽団」という名称は既に商標登録を済ませている
- 2012年4月より、愛媛県松山市に四国支局を開設。
- 2018年11月、一般社団法人大阪交響楽団から公益社団法人大阪交響楽団に移行[1]。
- 2022年4月より、山下一史が常任指揮者に就任。

## 楽団公式ホームページ
楽団公式ホームページは、公演終演後、当日中に音楽評論家の出谷啓と福本健による公演批評をすばやく掲載、あるいはモバイル音楽辞典を設置、またそれらを全て携帯電話で閲覧できるように制作するなどしている。

## 指揮者団
- 常任指揮者：山下一史
- ミュージックパートナー：柴田真郁
- 首席客演指揮者：髙橋直史
- 名誉指揮者：外山雄三

## コンサートマスター
- 首席ソロコンサートマスター：森下幸路（もりした こうじ）
- ソロコンサートマスター：林七奈（はやし なな）

## 演奏会
- 定期演奏会
  - ザ・シンフォニーホール　年8回
- 名曲コンサート
  - ザ・シンフォニーホール　年3回[3]

## ディスコグラフィ
- ブラームス交響曲全集
発売元：キングレコード
CDナンバー：KICC597,598,599
価格：3枚組 5,000円（税込み）
2005年11月24日発売
- ディスカヴァリー・クラシック I
  - アッテルベリ：交響曲第6番ハ長調 作品31「ドル交響曲」

発売元：キングレコード
CDナンバー：KICC792
価格：2,000円（税込み）
2009年7月23日発売
- ディスカヴァリー・クラシック II
  - グラズノフ：交響曲第5番変ロ長調 作品55

発売元：キングレコード
CDナンバー：KICC861
価格：2,000円（税込み）
2010年7月21日発売
- ディスカヴァリー・クラシック III
  - タニェエフ：交響曲第4番ハ短調 作品12
  - ニノ・ロータ：交響曲第4番「愛のカンツォーネに由来する交響曲」

発売元：キングレコード
2011年夏発売